# Atlantyda odnaleziona
Atlantyda odnaleziona (ang. Atlantis Found) – książka Clive’a Cusslera z 1999 roku z serii o Dirku Pittcie.

## Fabuła
Akcja zaczyna się w Kolorado, gdzie samotny górnik, i jednocześnie właściciel kopalni, odkrył komnatę wypełnioną tajemniczymi astrologicznymi płaskorzeźbami i napisami w nieznanym języku. Po zasięgnięciu opinii eksperta okazuje się, że istnieją tylko dwa rozwiązania tej zagadki. Albo jest to anonimowy żart ze strony genialnych górników sprzed wieku, albo jest to najbardziej szokujące odkrycie, jakie archeologia kiedykolwiek widziała.
Przebywający niedaleko Dirk Pitt decyduje się odwiedzić miejsce odkrycia. Dociera tam w samą porę, by ocalić znajdujących się w komnacie naukowców przed utonięciem w wezbranych wodach podziemnej rzeki. Musi też ochronić znalezisko przed splądrowaniem przez nieznaną grupę nazywającą siebie „Czwartym imperium”. Utrwala również na zdjęciach tajemnicze hieroglify z komnaty.
Jeden z artefaktów przyciąga szczególną uwagę Dirka. Jest to sztuczna czaszka wyrzeźbiona w obsydianie. Na pierwszy rzut oka wydaje się unikalna, okazuje się jednak, że nie jest jedyna. Druga znajduje się w prywatnej kolekcji potomka kapitana, który wiele lat temu zajmował się polowaniem na wieloryby.
Kiedy posiadacz drugiej czaszki widzi artefakt, decyduje się nie tylko pokazać swoją, ale również dziennik statku, którym dowodził jego przodek w trakcie dokonania znaleziska. Ślad prowadzi do nigdy niezbadanej dokładnie wyspy gdzieś na południu Oceanu Indyjskiego.
Obie czaszki zostają przekazane NUMA do zbadania i analizy. W organizacji wywiązuje się dyskusja na temat faktu, iż oba znaleziska mogą  pochodzić z Atlantydy.
Alowi Giordino udaje się dotrzeć na wyspę, gdzie wpada w zasadzkę zorganizowaną przez członków ‘Czwartego Imperium”. Zdając sobie sprawę, że nie jest w stanie opuścić wyspy przed nadejściem pomocy, wraz z przyjacielem decyduje się rozejrzeć się wokół do czasu nadejścia pomocy. Odnajdują grobowiec, z którego pochodzi czaszka. Znajdują tam doskonale zachowane zmumifikowane ciało mężczyzny i kobiety z czasów przedhelleńskich, otoczonych fryzami przedstawiającymi egzotyczne miasta i dziwne, mityczne zwierzęta. Robią zdjęcia odnalezionych hieroglifów i opuszczają grobowiec.
W kwaterze NUMA dowiadują się, że czaszki zostały już przebadane. W środku obydwu czaszek znajdują się doskonale geometrycznie odtworzone kule ziemskie z przesuniętymi kontynentami. Na przykład Antarktyda znajduje się w strefie umiarkowanej. Znacznym zmianom uległa bardziej rozległa niegdyś linia wybrzeża. Hieroglify zostają wprowadzone do komputera, lecz na tłumaczenia trzeba poczekać.
Idąc do domu, Dirk zostaje niespodziewanie zaatakowany przez dwie tajemnicze kobiety. Rozpoczyna się strzelanina, jednak to nie ona, lecz fakt, że jedna z napastniczek zostaje śmiertelnie potrącona przez samochód, decyduje o wyniku starcia. Druga trafia do policyjnego aresztu. Testy krwi wykazują, że obie kobiety nie tylko genetycznie nie odbiegają od siebie, ale również, ich ciała są tak skonstruowane, że pozwalają im na dłuższe życie. Obydwie są zatrudnione przez grupę: „Nowe Przeznaczenie”, firmę mającą swoją bazę w Argentynie i nie tylko zawierającą holding ‘Czwarte Imperium’, ale również mającą związki z nazistowskimi uchodźcami z Niemiec. Dirk, po usłyszeniu tych informacji, spodziewa się najgorszego.
Następnego poranka przychodzą wyniki tłumaczenia hieroglifów. Wszystko wskazuje na to, że oba zestawy hieroglifów są dziełem cywilizacji zwącej siebie Amensami (wymawiane jako: Ah-Meen-Ez). Naród żeglarzy, kupców i naukowców, którzy nie tylko odkryli większość świata, ale również byli z nią w stanie utrzymywać kontakty handlowe. Jednak kometa uderzyła w Ziemię pod koniec plejstocenu, kończąc epokę lodowcową. Spowodowało to liczne gwałtowne tsunami, które zabiły większość populacji i zniszczyły większość z dorobku osiedlonej nad morzami cywilizacji. Ci, którzy przetrwali byli zazwyczaj mniej cywilizowanymi mieszkańcami wyżyn. Jednakże niewłaściwy sposób, w jaki wiedza o katastrofie została przekazana przetrwałym, spowodował wiele przeinaczeń. Kapłani Amensów, załamani losem, jaki spotkał ich wiedzę, zdecydowali się zachować ją w kilku zamkniętych podziemnych kryptach, z których jedna została odnaleziona w Kolorado. Była to jedna z rzeczy, jaka po nich pozostała. Poprzez ukrycie krypt zapomniano o nich.
Kometa, która wymazała ich cywilizację z dziejów ludzkości, miała bliźniaczą kometę, która, według ich robiących wrażenie pod względem matematycznym obliczeń, miała powrócić na ziemię w ciągu 12 tysięcy lat i spowodować identyczne rezultaty jak pierwsza. NUMA natychmiast przekazała dane do analizy obserwatoriom astronomicznym.
W tym samym czasie Dirk poznaje Karla Wolfa, lidera grupy ‘Nowe Przeznaczenie’. Wysoki blondyn o robiącej wrażenie sylwetce prawi komplementy Dirkowi na temat jego szczęścia. Kiedy Dirk wspomina możliwą katastrofę i straty w ludziach, jakie może ona za sobą pociągnąć, Karl odpowiada: „Różnica pomiędzy nami, panie Pitt, to to, że pan widzi to wydarzenie jako koniec, ja jako nowy początek. A poza tym moja organizacja już pracuje nad przyśpieszeniem tych wydarzeń.”. Po tym zdaniu pozostawia Dirka i wychodzi.
Przychodzą dane z obserwatorium. Przepowiednia jest fałszywa. Chociaż model Amensów być całkiem dokładny, to jednak komputerowe metody są szybsze i dokładniejsze. Kometa będzie się kierować z powrotem ku ziemi za kilka tysiącleci i nawet nie zbliży się do niej.
Pamiętając rozmowę z Wolfem, badacze z NUMA przyglądają się bliżej działalności organizacji i dowiadują się, że ‘Nowe Przeznaczenie’ wkłada mnóstwo kapitału w olbrzymie statki, które mają przetrwać potop. Organizacja dowiaduje się również o tajnym ośrodku zajmującym się badaniami nanotechnologicznymi, który według pewnych źródeł został zbudowany na ruinach miasta Amenów odnalezionego przez niemieckich archeologów w trakcie drugiej wojny światowej, mającego służyć jako baza okrętów podwodnych, lecz nigdy w tym celu niewykorzystana.
Plan „Nowego Przeznaczenia” wreszcie wychodzi na światło dzienne. Złoczyńcy chcą użyć nanotechnologii, by oddzielić lodowiec Filchnera-Ronna od Antarktydy. Utrata tak dużej masy zdestabilizowałaby prądy morskie w oceanach południowej półkuli, powodując utratę równowagi na całym świecie. W rezultacie Ziemię ogarnęłyby liczne fale Tsunami i trzęsienia, które wyniszczyłyby populacje i spowodowały załamanie się cywilizacji.
Dirk i jego przyjaciele udają się na Antarktydę, jednak ich transport zawodzi. Napotykają bogatego dziwaka zwanego Pop (jego prawdziwe imię to Clive Cussler), który jest tam wraz ze swoim zespołem w celu wydobycia „Pingwina 1” - skutera śnieżnego porzuconego w 1940 r. podczas trzeciej arktycznej ekspedycji admiała Byrda. Używając skutera śnieżnego są w stanie pokonać resztę drogi dzielącą ich od bazy spiskowców. Tam w ostatniej chwili udaje im się dezaktywować nanotechnologię i ściągnąć przedstawicieli władz, by zabezpieczyć bazę.
Po tym, napotykają problem związany z rodziną Wolfów. Postawieni przed sądem wykorzystaliby wpływy we wszystkich rządach świata, które i tak zazwyczaj są u nich zadłużone, by nie ponieść konsekwencji swych czynów. Jednakże Dirk nie może im pozwolić odejść wolno, ponieważ byłoby to zbyt niebezpieczne. Dlatego decyduje się złożyć im propozycję. Mają do wyboru zginąć z rąk plutonu egzekucyjnego lub opuścić bazę w trakcie trwającej właśnie burzy śnieżnej. Decydują się opuścić bazę. Niedługo potem giną z wyziębienia.